# Petrotettix nigripes
Petrotettix nigripes är en insektsart som beskrevs av Richards, A.M. 1972. Petrotettix nigripes ingår i släktet Petrotettix och familjen grottvårtbitare. Inga underarter finns listade i Catalogue of Life.